# جياني ساتورو
جياني ساتورو (بالإيطالية: Gianni Sartori)‏ هو دراج إيطالي، ولد في 2 ديسمبر 1946 في بوزوليوني في إيطاليا.

## وصلات خارجية
- جياني ساتورو على موقع أرشيف الدراجات (الإنجليزية)
- جياني ساتورو على موقع CycleBase (الإنجليزية)
- جياني ساتورو على موقع اللجنة الأولمبية الدولية (الإنجليزية)
- جياني ساتورو على موقع أوليمبيديا (الإنجليزية)